# Jochen Behle
Jochen Behle (Korbach, 7 luglio 1960) è un allenatore di sci nordico ed ex fondista tedesco. Fino alla riunificazione tedesca (1990) ha gareggiato per la nazionale tedesca occidentale.
È stato marito della biatleta Petra, a sua volta sciatrice nordica di alto livello.

## Biografia

### Carriera sciistica
In Coppa del Mondo esordì il 16 gennaio 1982 a Le Brassus (8°), ottenne il primo podio il 19 marzo successivo a Štrbské Pleso (3°) e l'unica vittoria il 17 dicembre 1989 a Calgary.
In carriera prese parte a sei edizioni dei Giochi olimpici invernali, Lake Placid 1980 (12° nella 15 km, 4° nella staffetta), Sarajevo 1984 (non conclude la 15 km, 15° nella 30 km, 6° nella staffetta), Calgary 1988 (23° nella 15 km, 23° nella 30 km, 7° nella staffetta), Albertville 1992 (24° nella 10 km, 15° nella 30 km, 6° nella staffetta), Lillehammer 1994 (11° nella 10 km, non conclude la 30 km, 14° nell'inseguimento, 4° nella staffetta) e Nagano 1998 (40° nella 10 km, non conclude la 30 km, 8° nella staffetta), e a sei dei Campionati mondiali (5° nella 10 km TC e nella staffetta a Falun 1993 i migliori risultati).

### Carriera da allenatore
Nel 2002 divenne allenatore dei fondisti della Nazionale di sci nordico della Germania, guidandoli a numerosi successi. Lasciò polemicamente l'incarico nel marzo del 2012, contestando la scelta della Federazione sciistica tedesca di avviare verso il biathlon alcuni elementi della squadra.

## Palmarès

### Coppa del Mondo
- Miglior piazzamento in classifica generale: 4º nel 1990
- 5 podi (tutti individuali[3]):
  - 1 vittoria
  - 4 terzi posti

#### Coppa del Mondo - vittorie
| Data             | Località | Nazione | Spec.    |
| ---------------- | -------- | ------- | -------- |
| 17 dicembre 1989 | Calgary  | Canada  | 50 km TC |

Legenda:

TC = tecnica classica